# Hilltop (hrabstwo Starr)
Hilltop – jednostka osadnicza w Stanach Zjednoczonych, w stanie Teksas, w hrabstwie Starr.